# Magnus Petri
Magnus Petri (i en del handlingar kallad Kula, Nycopensis/Nicopensis eller Stigtomtensis), död 11 mars 1614 i Stigtomta socken, var en svensk präst och krönikeförfattare.
Magnus Petris ursprung är okänt. Enligt uppgifter framlagda av hans sonsöner härstammade han från den norska medeltidsätten Kula. Dessa uppgifter kan dock numera visas vara åtminstone delvis förfalskade, och inte ens Magnus Petris angivne fars existens har kunnat bekräftas. Enligt sonsönerna skall han ha kallat sig Nycopensis, men det namnet har inte kunnat verifieras från tiden då han levde. Han använde ett vaxsigill med två stjärnor över en sparre och en kula. Enligt senare uppgifter skall Magnus Petri ha tjänstgjort som predikant vid örlogsflottan 1563 och varit Erik XIV:s hovpredikant. Inte heller dessa uppgifter har kunnat verifieras och hans namn återfinns varken bland flottans löningsregister eller bland hovpredikanterna under Erik XIV:s tid. Första gången han kan återfinnas i dokumenten är 1567 då han var kyrkoherde i Stigtomta.
Magnus Petri skrev en av protestskrivelserna från prästerna i Strängnäs stift mot liturgin 1587 och deltog vid Uppsala möte 1593. Han författade även en krönika över Erik XIV, vilken tidigare då det ansågs att Magnus Petri tjänstgjort vid flottan och vid hovet ansågs ha högt källvärde. Sedan det visat sig att detta är tveksamt och det konstaterat att krönikan i själva verket är ett utdrag ur Hogenskild Bielkes krönika har dess betydelse som källvärde minskat. Krönikan innehåller dock några smärre uppgifter som Magnus Petri troligen fått från annat håll. Troligen författades krönikan någon gång mellan 1604 och 1614.